# Polonik Monachijski
Polonik Monachijski – pismo ukazujące się w Monachium w językach polskim i niemieckim, od 1986 na papierze, później w internecie, deklaruje że jest „niezależnym czasopismem służącym przede wszystkim działaniu na rzecz wzajemnego zrozumienia Niemców i Polaków”. Redaktorem i wydawcą jest dr Jerzy Sonnewend.